# Goya atès pel doctor Arrieta
Goya atès pel doctor Arrieta és un quadre de Francisco de Goya pintat el 1820 que reflecteix la greu malaltia, potser el tifus, que Goya va patir a partir de novembre de 1819, en què va ser atès pel metge Eugenio García Arrieta.
Goya apareix en un autoretrat, malalt i agonitzant, sostingut per darrere pel doctor Arrieta, que li dona a beure alguna medicina. En un fons fosc, apareixen al fons a l'esquerra uns rostres de dona que la crítica ha identificat amb la representació de les Parques.
En un rètol a la part baixa del quadre, hi figura un epígraf, presumiblement autògraf, que diu:
| « | Goya agraït, al seu amic Arrieta: per l'encert i cura amb què li ha llevat la vida a la seva aguda i perillosa malaltia, patida a finals de l'any 1819, als setanta-tres anys de la seva edat. El va pintar el 1820. | » |

## Anàlisi
Gran part de la crítica interpreta aquest quadre com un exvot al seu metge, el doctor Eugenio García Arrieta, en agraïment a la curació de la delicada malaltia que va patir, amb la qual el pintor va considerar, si acceptem el que diu la inscripció que és autògrafa, que li va salvar la vida.
El quadre podria concebre's com una pietat laica: al lloc habitual de Jesús estaria un Goya moribund, i el metge funcionaria com l'àngel protector. Al fons, apareixen unes dones que han estat interpretades, a més de com la companyia femenina amb què vivia Goya (que convivia amb Leocadia Weiss), amb les deïtats del destí o Parques, de les quals penja, com d'un fil, la vida del protagonista.
Les faccions estan tractades amb gran mestria. Goya s'autoretrata amb la boca lleugerament oberta, la mirada extraviada, en actitud gairebé de moribund, mancat de força i de total consciència. Amb les mans, s'aferra febril a la roba que el cobreix. L'hàbil maneig del color i la il·luminació estableix un contrast entre les carnacions respectives de Goya i el seu metge. El primer apareix amb un aspecte pàl·lid, debilitat, mentre que el doctor presenta una cara saludable. També la bata de l'artista té un color blanc brillant, igual que el llençol, cosa que destaca el dramatisme de l'escena i l'ús de la llum d'acord amb el magisteri de Rembrandt.
La pinzellada de les teles blanques és decidida, però precisa. Quant a la composició, les figures apareixen properes a l'espectador, que sembla assistir a l'escena en la mateixa habitació en què succeeix, emmarcades com estan en un pla mitjà. Sobre el fons fosc es retallen les dones o Parques, rostres estranys que reflecteixen l'inquietant món de les ombres de guaita en aquest tràngol a l'aragonès. Moltes de les seves característiques participen del món de les pintures negres que Goya pintava sobre les parets de casa (la Quinta del Sordo) per aquests anys.
El quadre reflecteix una temàtica molt característica del segle xix i la burgesia, d'admiració per la ciència. No hi ha en aquest cas una intervenció cristiana o un miracle de la religió, sinó una actuació cabal de la saviesa i la medicina encarnada pel doctor Arrieta, retratat amb humanitat, però no exempt de fermesa en el seu ofici. Amb això, el quadre s'allunya de les convencions pictòriques de la pintura religiosa i acadèmica del segle xviii, i de les sàtires contra metges habituals de l'Antic Règim (tema que el mateix Goya va tractar abundantment en les seves estampes), i inaugura un art modern.